# Міжнародний олімпійський комітет
Міжнаро́дний олімпі́йський коміте́т, скорочено МОК (англ. International Olympic Committee; фр. Comité international olympique) — керівний орган олімпійського руху.

## Історія
МОК заснований 1894 року з ініціативи барона П'єра де Кубертена. Наразі він базується у Лозанні, Швейцарія. Нині МОК — найбільша і найповажніша у світі спорту організація.

## Діяльність
МОК опікується організацією й проведенням Олімпійських ігор, керуючись у своїх рішеннях Олімпійською хартією. До його складу входять 205 національних олімпійських комітетів.
12 жовтня 2023 року, МОК ухвалив рішення про призупинення членства Олімпійського комітету Росії. Таке рішення стало можливим після рішення Олімпійського комітету Росії щодо прийняття до свого складу олімпійських комітетів тимчасово окупованих територій України. МОК заявив, що це порушення Олімпійської хартії, адже суперечить територіальній цілісності кордонів Національного олімпійського комітету України, визнаної МОК. Виконком вирішив, що Олімпійський комітет Росії має негайно зупинити свою діяльність до подальших повідомлень. Окрім того, Олімпійський комітет Росії більше не має права діяти як Національний олімпійський комітет і не може отримувати жодного фінансування від олімпійського руху.